# Vysokorychlostní trať
Vysokorychlostní železniční trať, zkráceně VRT, je železniční trať, na které jsou povoleny vyšší rychlosti než na konvenční železniční síti. Za vysokorychlostní se všeobecně považuje trať, kde je povolena rychlost 250 km/h nebo vyšší, nebo 200 km/h a více u modernizovaných starších tratí. Pojem zahrnuje i propojky těchto tratí a části s nižší rychlostí závislé na obtížnosti terénu nebo pro nezbytný průjezd městem. Některé nové tratě jsou konstruované i pro vyšší rychlosti, například 350 km/h.
Nové vysokorychlostní tratě se budují převážně pro provoz vysokorychlostních vlaků, ovšem vzhledem k finanční náročnosti výstavby a údržby i nadále probíhá projektování a výstavba tzv. smíšených vysokorychlostních tratí určených i pro nákladní dopravu, které zásadně zvyšuje návratnost investice zejména v případě výstavby dlouhých tunelů (např. Brennerský úpatní tunel).
Konstrukce koleje na vysokorychlostní trati se významně neliší od konvenční trati – kolejový rošt je složený z pražců a bezstykových svařovaných kolejnic ve štěrkovém loži, případně je o pevnou jízdní dráhu. I v zemích s tradičně používanými jinými rozchody (Japonsko, Španělsko) byl u těchto tratí zvolen normální rozchod 1435 mm.
Strategické koncipování tratí a částečně i jejich projektování se stát od státu liší. Pro strategická rozhodnutí jsou zejména důležité hustota, struktura a charakter osídlení, stejně jako reliéf terénu a demograficko-ekonomické ukazatele, jakými jsou zejména mobilita obyvatelstva a její naléhavost. Jiná je koncepce v rovinatých zemích s méně koncentrovanými sídly a jiná v hornatých zemích s rozptýlenou urbanizací. Vedle těchto objektivních determinant hraje velkou roli i složitá soustava subjektivních faktorů a ve výrazné míře i potřeba státní prestiže. Rozhodujícím kritériem je ekonomická síla společnosti ve vztahu k pravděpodobné návratnosti a to závisle na prve jmenovaných danostech.
Vysokorychlostní tratě navrátily železnici do dobrého konkurenčního postavení. Železnice je v ostrém soutěžním postavení s jinými druhy dopravy, dokázala prostřednictvím vysokorychlostních tratí vyrovnávat tlak letecké dopravy, proti které disponuje menší rychlostí, ale tuto nevýhodu naopak vyrovnává tím, že její nádraží jsou přímo v centrech měst (v uzlech rozvětvené místní dopravy) na rozdíl od letišť vzdálených od měst na okraji volné krajiny. Odlehlost letišť vyvolává další nároky (časové, finanční a organizační) na dopravu do center. Oproti silniční dopravě pak dosahuje vyšších rychlostí i přepravní kapacity.
Nejstarší vysokorychlostní trať na světě je japonský Šinkansen, spojující Tokio a Ósaku, otevřený v roce 1964 pod názvem Tókaidó-šinkansen, tehdy dovolující cestovní rychlost 210 km/h (od roku 2015 285 km/h).
Celková délka provozovaných vysokorychlostních tratí na světě je 59 000 km (k říjnu 2023), ve stavbě je dalších 20 000 km a plánováno je 17 000 km.

## Definice

### Definice Mezinárodní železniční unie
Mezinárodní železniční unie vysokorychlostní železnici definuje jako tratě s provozní rychlostí nejméně 250 km/h. Nižší rychlost připouští v případě menších vzdáleností bez konkurence letecké dopravy, kde nemusí být relevantní jezdit rychlostí 250 km/h, protože nižší rychlost 230 nebo 220 km/h nebo alespoň nad 200 km/h mohou stačit k získání relevantního podílu na trhu, dále pak v případě velmi dlouhých tunelů.

### Evropská definice
Směrnice evropského parlamentu a rady 2008/57/ES o interoperabilitě železničního systému ve Společenství pracuje s definicí:

Síť vysokorychlostních tratí zahrnuje
- zvláště vybudované vysokorychlostní tratě vybavené pro rychlosti zpravidla 250 km/h nebo vyšší,
- tratě zvláště modernizované pro vysoké rychlosti vybavené pro rychlosti přibližně 200 km/h,
- tratě zvláště modernizované pro vysoké rychlosti se zvláštními vlastnostmi danými topografickými, terénními nebo urbanistickými omezeními, jimž musí být rychlost v každém jednotlivém případě přizpůsobena. Tato kategorie zahrnuje rovněž spojovací tratě mezi vysokorychlostními a konvenčními sítěmi, průjezdy stanicemi, přístupy do terminálů, dep atd., kterými „vysokorychlostní kolejová vozidla“ projíždějí konvenční rychlostí.

Tato síť zahrnuje systémy řízení dopravy, sledování polohy na tratích a navigační systémy, technická zařízení pro zpracování dat a telekomunikaci určené pro dopravu na těchto tratích s cílem zaručit bezpečný a harmonický provoz sítě a účinné řízení dopravy.

### Definice podle zákona o drahách (Česko)
V zákoně o drahách (266/1994 Sb.) je zjednodušená definice, která bere zřetel pouze na rychlost:
- Železniční dráha, na níž je provozována vysokorychlostní železniční doprava, je dráha vybavená pro rychlosti drážních vozidel nad 200 km/h.
- Železniční dráha vybavená pro rychlosti drážních vozidel do 200 km/h určená pro osobní nebo nákladní dopravu a kombinovanou dopravu je dráha konvenční.

## Výhody a nevýhody
Výhody VRT:
- celkově rychlejší proti silniční dopravě od vzdálenosti zhruba 200 km[5]
- celkově rychlejší proti letecké dopravě do vzdálenosti zhruba 600 km a více[5] (hranice závisí na rychlosti vlaku)
- vyšší bezpečnost, plynulost a spolehlivost provozu[6]

Nevýhody VRT:
- emise hluku a vibrací[6]
- bariérový efekt v krajině (podobně jako u dálnic)[6]
- nízká operativnost[6]

## Finanční náročnost
Mezinárodní železniční unie uvádí následující průměrné náklady:
- konstrukce 1 km nové tratě: 12–30 mil. €
- údržba 1 km nové tratě: 70 000 €/rok (po 20–30 letech provozu je nutná masivní renovace, která může být až 50 % konstrukčních nákladů)
- nové nádraží (regionální hub) – povrchové cca 500 mil €, podzemní 750 mil. eur
- cena vysokorychlostního vlaku (350 míst k sezení): 20–25 mil. €
- alternativní výpočet ukazuje cenu za sedadlo okolo 50 000 €.
- údržba vysokorychlostního vlaku: 1 mil. € ročně při nákladech 2 eur/km a ročním proběhu vlaku 500 000 km

V Česku se náklady výstavby VRT odhadují až na 1 bilión Kč (v závislosti na délce, odhad z října 2024) s tím, že se uvádí, že 85 % nákladů bude spolufinancovat EU. Vůbec se ale neřeší, zdali není lepší tyto peníze investovat do jiných dopravních projektů s vyšší přidanou hodnotou (zlepšení stávající železniční sítě, modernizace regionální dopravy, investice do městské a příměstské veřejné dopravy ve městech, autobusové dopravy, cyklistické infrastruktury, veřejných překladišť apod.) nebo rozvoje telekomunikačních sítí, které snižují potřebu cestování.[zdroj?]
Podle existují jen dvě VRT na světě, které jsou ekonomicky soběstačné. Jedná se o Paříž–Lyon a Tokio–Osaka, ostatní tratě jsou ztrátové a je nutné je dotovat. Tyto první tratě jsou ekonomicky zdůvodnitelné, ostatní jsou výsledkem politických a voličských tlaků. Podle francouzského ekonoma Remy Prud’Homme francouzští poplatníci platí „okolo poloviny provozních nákladů“. Francouzské a španělské vlády platí náklady na výstavbu vysokorychlostních tratí s vědomím, že se tyto investice nikdy nezaplatí na jízdném. Také v Japonsku se nepodařilo splatit tyto investiční náklady.
EU doporučuje, aby počet cestujících na VRT úseku dosáhl alespoň 9 mil. cestujících ročně s ohledem na provozní náklady.
Výše uvedené důvody jsou příčinou nezájmu investorů VRT stavět formou PPP projektů bez státní garance minimálního příjmu. Případně vedou k bankrotu PPP projektu jako se stalo například na Tchaj-wanu.
V této souvislosti je zajímavá i mezinárodní studie,[zdroj?] kdy z 258 dopravních projektů byly v 90 % případů náklady překročeny o průměrných 28 %. U železničních projektů to bylo dokonce o 45 %. Jiná mezinárodní studie ukazuje 27 železničních projektů, kde odhad přepravy byl v 90 % vyšší než realita a z nich 67 % bylo o více než dvě třetiny.
Zajímavý pohled na VRT v západní Evropě nabízí i týdeník The Economist, když konstatuje, že poměr[kdo?] pasažérů cestujících vlakem a km se mezi lety 2000 až 2011, kdy došlo k významnému rozvoji vysokorychlostních trati, nezměnil. Podíl autobusové dopravy o procento klesl a letecké doprava v rámci Evropy za toto období o procento vzrostla. V článku se také konstatuje, že VRT odčerpává cestující, kteří cestovali letadlem, zatímco na segment automobilové dopravy zásadní vliv nemá.

## Rychlost VRT z hlediska cestujícího
Při porovnávání konkurenceschopnosti je k jízdní době vlaku nutné připočítat jízdní dobu k nádraží a od nádraží, dobu odbavení, popř. část intervalu mezi vlaky. Obdobně u ostatních druhů dopravy.
Přeprava po VRT je celkově rychlejší než přeprava po silnici na vzdálenosti necelých 200 km a více. Jak se zjistilo již před zavedením první vysokorychlostní trati v Japonsku, přeprava po VRT je celkově rychlejší než letecká přeprava do vzdálenosti 600 km a více.[kdo?] V délkách cest 200–600 km lze tedy očekávat největší využití VRT. Vysokorychlostní železnice tak mění podíl druhů doprav ve svůj prospěch. Výhodnost se ukazuje i pro délky cest 800–1000 km. Příklady úspěšné změny dělby přepravní práce:
| Trať                                      | Vlak      | Vlak           | Doprava      | Doprava    | Doprava | Doprava |
| Trať                                      | Vlak      | Vlak           | Automobilová | Autobusová | Vlaková | Letecká |
| ----------------------------------------- | --------- | -------------- | ------------ | ---------- | ------- | ------- |
| Paříž–Brusel (320 km / 1 h 25 min)        | Thalys    | před zavedením | 61 %         | 8 %        | 24 %    | 7 %     |
| Paříž–Brusel (320 km / 1 h 25 min)        | Thalys    | po zavedení    | 43 %         | 5 %        | 45 %    | 7 %     |
| Trať Madrid–Sevilla (471 km / 2 h 15 min) | AVE       | před zavedením |              |            | 33 %    | 67 %    |
| Trať Madrid–Sevilla (471 km / 2 h 15 min) | AVE       | po zavedení    |              |            | 84 %    | 16 %    |
| Tokio–Ósaka (515 km / 3 h 10 min)         | Šinkansen | po zavedení    |              |            | 85 %    |         |
| Tokio–Hirošima (821 km / 4–5 h)           | Šinkansen | po zavedení    |              |            | 65 %    |         |
| Tokio–Hakata (1069 km / až 5 h 4 min)     | Šinkansen | po zavedení    |              |            | 30 %    |         |

Při splnění jízdní doby do 1 h ve vnitrostátním úseku Praha–Brno a existence VRT Brno–Ostrava se předpokládá přechod části cestujících z dálnice D1. Pak se v úseku Praha–Brno počítá s 18 000 až 26 000 cestujícími za den v součtu za oba směry. Pro tento úsek je navrženo po VRT 28 vlaků denně každým směrem, v jeho části Praha – Jihlava / Havlíčkův Brod je jich navrženo 35. (K obdobným závěrům dospěla i studie z roku 2004 High-speed rail: European passenger traffic forecasts for 2020 indicate a sustainable success story.)

## Evropa

Vysokorychlostní tratě provozované* v Evropě.
310–320 km/h
270–300 km/h
240–260 km/h
200–230 km/h
< 200 km/h
Ve výstavbě nebo modernizaci Tratě mohou být připravené i na rychlost vyšší

První vysokorychlostní železniční tratě v Evropě, postavené v 80. a 90. letech 20. století, zlepšily jízdní doby na vnitrostátních koridorech. Od té doby vybudovalo několik zemí rozsáhlé vysokorychlostní sítě, a v současnosti existuje i několik přeshraničních vysokorychlostních železničních spojení. Provozovatelé často nabízí mezinárodní služby a tratě jsou neustále stavěny a vylepšovány na mezinárodní normy nově vznikající evropské vysokorychlostní železniční sítě. Současně s rozvojem VRT ale dochází k rušení klasických mezinárodních (spacích) vlaků, které nejsou plně nahrazovány rychlovlaky a mezinárodní síť se pak rozpadá. S ohledem na zvýšené ceny jízdenek ve VRT a zrušeným klasickým vlakům, vznikají alternativní autobusoví dopravci, kteří poskytují pomalejší, ale levnější přepravu mezi městy, např. noční spoj Paříž–Amsterdam.
V roce 2007 vzniklo sdružení evropských železničních operátorů Railteam, které má za cíl koordinaci a podporu přeshraniční vysokorychlostní železniční dopravy. Rozvoj transevropské vysokorychlostní železniční sítě je uvedeno jako cíl Evropské unie a většina přeshraničních železničních tratí získá finanční prostředky z EU. K roku 2023 je několik zemí – Francie, Španělsko, Itálie, Německo, Rakousko, Švédsko, Belgie, Nizozemsko, Rusko a Velká Británie – připojeno k přeshraniční vysokorychlostní železniční síti. Očekává se, že v nadcházejících letech Evropa významně investuje do tunelů, mostů a dalších projektů v oblasti infrastruktury a rozvoji na celém kontinentu, z nichž mnoho je již nyní ve výstavbě. Celková délka vysokorychlostní tratí v Evropě je k říjnu 2023 celkem 12 400 km a ve stavbě dalších 2 000 km.

### Francie

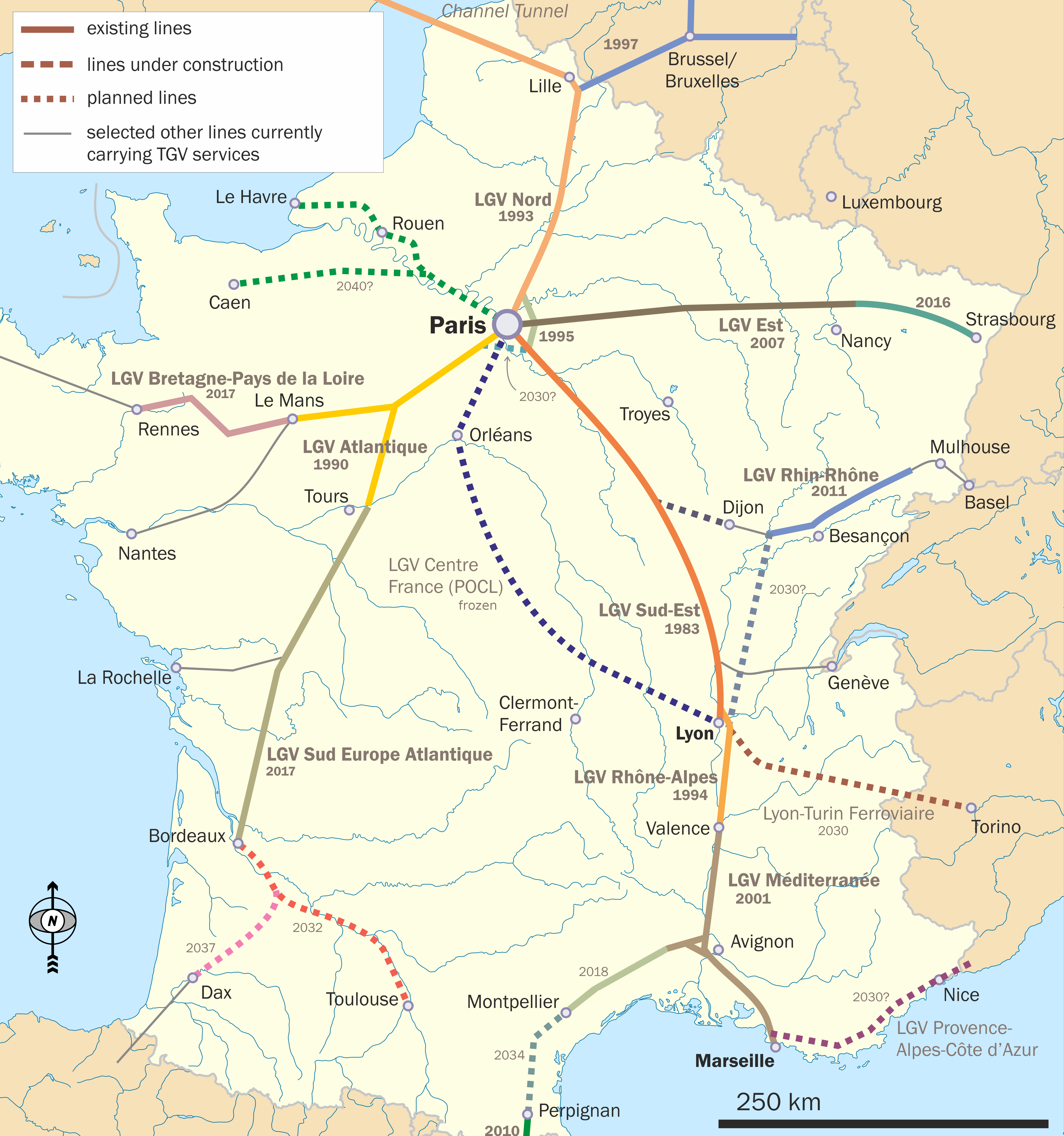
Tratě TGV ve Francii; v provozu a ve výstavbě

Evropě byla představena vysokorychlostní železnice, když byla v roce 1981 otevřena trať LGV Sud-Est z Paříže do Lyonu a TGV zahájilo pravidelnou osobní dopravu. Francie od té doby pokračuje v budování rozsáhlé sítě, s tratěmi rozbíhající se v každém směru od Paříže. Francie má s 2 700 km provozovanými vysokorychlostními tratěmi (poslední rozšíření bylo k 1. červenci 2017 jednak úsek Le Mans – Rennes a jednak 302 km dlouhý úsek Tours–Bordeaux, předposlední rozšíření 106 km proběhlo v červenci 2016 otevřením 2. části trati LGV Est) druhou největší vysokorychlostní síť v Evropě za prvním Španělskem s 4000 km.
Síť TGV se postupně rozšířila do dalších měst a do dalších zemí, jako je Švýcarsko, Belgie, Nizozemsko, Německo a Velká Británie. Vzhledem k včasnému zavedení vysokorychlostní železnice a důležité poloze Francii (mezi Pyrenejským poloostrovem, Britskými ostrovy a Střední Evropou) byla většina ostatních nových vysokorychlostních železničních tratí v Evropě postavena na stejnou rychlost, napětí a signalizační standardy. Nejviditelnější výjimkou jsou vysokorychlostní tratě v Německu, které jsou postaveny podle existujících německých vlakových norem. Navíc mnoho vysokorychlostních služeb včetně TGV a ICE využívá stávající železniční tratě, kromě těch speciálních, určených jen pro vysokorychlostní železnici (vozidla). Z tohoto důvodu a vzhledem k odlišným vnitrostátním normám musí mít vlaky, které přejíždějí hranice, speciální vlastnosti, jako je schopnost zvládnout různé napětí a různé zabezpečovací systémy. To znamená, že ne všechny vlaky TGV jsou stejné, rozdílné jsou průjezdní průřezy a aspekty signalizace.
| Trať       | Rychlost | Délka | Zahájení stavby | Předpokládaný začátek provozu |
| ---------- | -------- | ----- | --------------- | ----------------------------- |
| Lyon–Turín | 300 km/h | 72 km | 2007            | 2020–2025                     |

### Německo

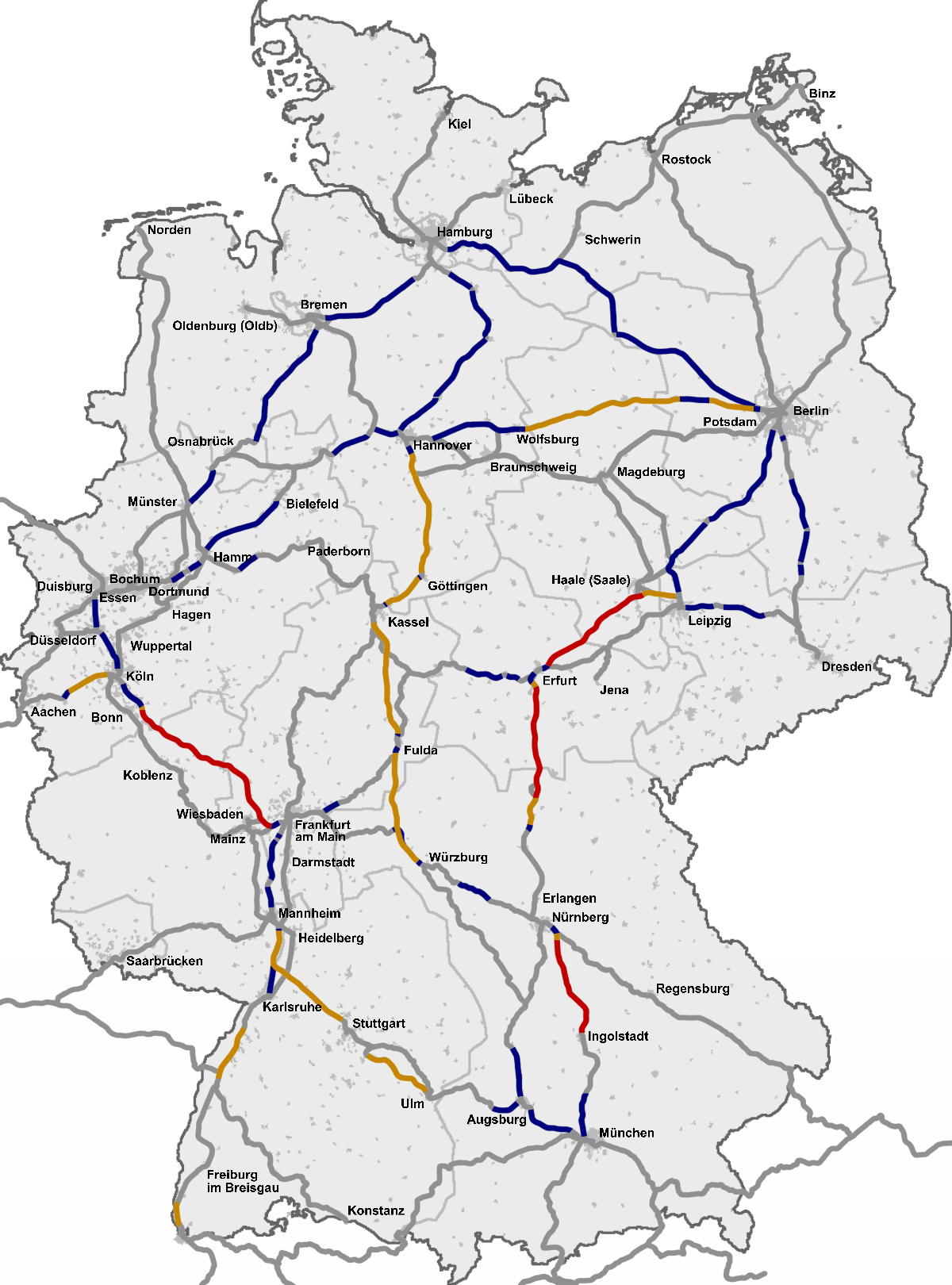
Síť ICE v Německu

Stavba prvních německých vysokorychlostních tratí začala krátce po francouzských vysokorychlostních tratích. Právní bitvy způsobily značné zpoždění, takže vlaky InterCityExpress (ICE) byly nasazeny až deset let po vzniku sítě TGV. Síť ICE je těsněji propojena s existujícími vlakovými tratěmi v důsledku rozdílné struktury osídlení v Německu. V Německu žije o třetinu více obyvatel než ve Francii na území o třetinu menším, což má za následek více než dvakrát větší hustotu obyvatelstva než má Francie. Vlaky ICE brzy poté, co začaly být provozovány, začaly zajíždět i do Rakouska a Švýcarska, využívajíce přitom stejné napětí používané v těchto zemích. Od roku 2000 vícesystémová třetí generace vlaků ICE zajíždí do Nizozemska a Belgie. Třetí generace ICE dosáhla během zkušebních jízd rychlosti 363 km/h a je certifikována pro rychlost 330 km/h v pravidelném provozu.
Na jihozápadě plánována nová trať mezi městy Offenburg a Basilej umožní rychlost 250 km/h a dále je v pokročilé fázi plánování nová trať mezi Frankfurtem a Mannheimem pro rychlost 300 km/h. V prosinci 2015 byla otevřena trať Erfurt–Lipsko/Halle dlouhá 123 km, která je určena pro rychlost 300 km/h. Na východě byla v prosinci 2017 otevřena dlouhá trať mezi Norimberkem a Erfurtem pro rychlost do 300 km/h. Spolu s rychlými tratěmi z Berlína do Lipska a z Norimberku do Mnichova, které byly nedávno postaveny, umožňuje cestovní časy asi jen 4 hodiny z Berlína do Mnichova na jihu (rok 2017), ve srovnání s téměř 8 hodinami na stejné vzdálenosti před několika málo lety.
| Trať                                       | Rychlost | Délka  | Zahájení stavby | Předpokládaný začátek provozu |
| ------------------------------------------ | -------- | ------ | --------------- | ----------------------------- |
| Vysokorychlostní trať Karlsruhe–Basilej    | 250 km/h | 182 km | 1987            | 1993–2030                     |
| Vysokorychlostní trať Stuttgart–Wendlingen | 250 km/h | 25 km  | 2012            | 2021                          |
| Vysokorychlostní trať Wendlingen–Ulm       | 250 km/h | 60 km  | 2012            | 2021                          |

### Itálie

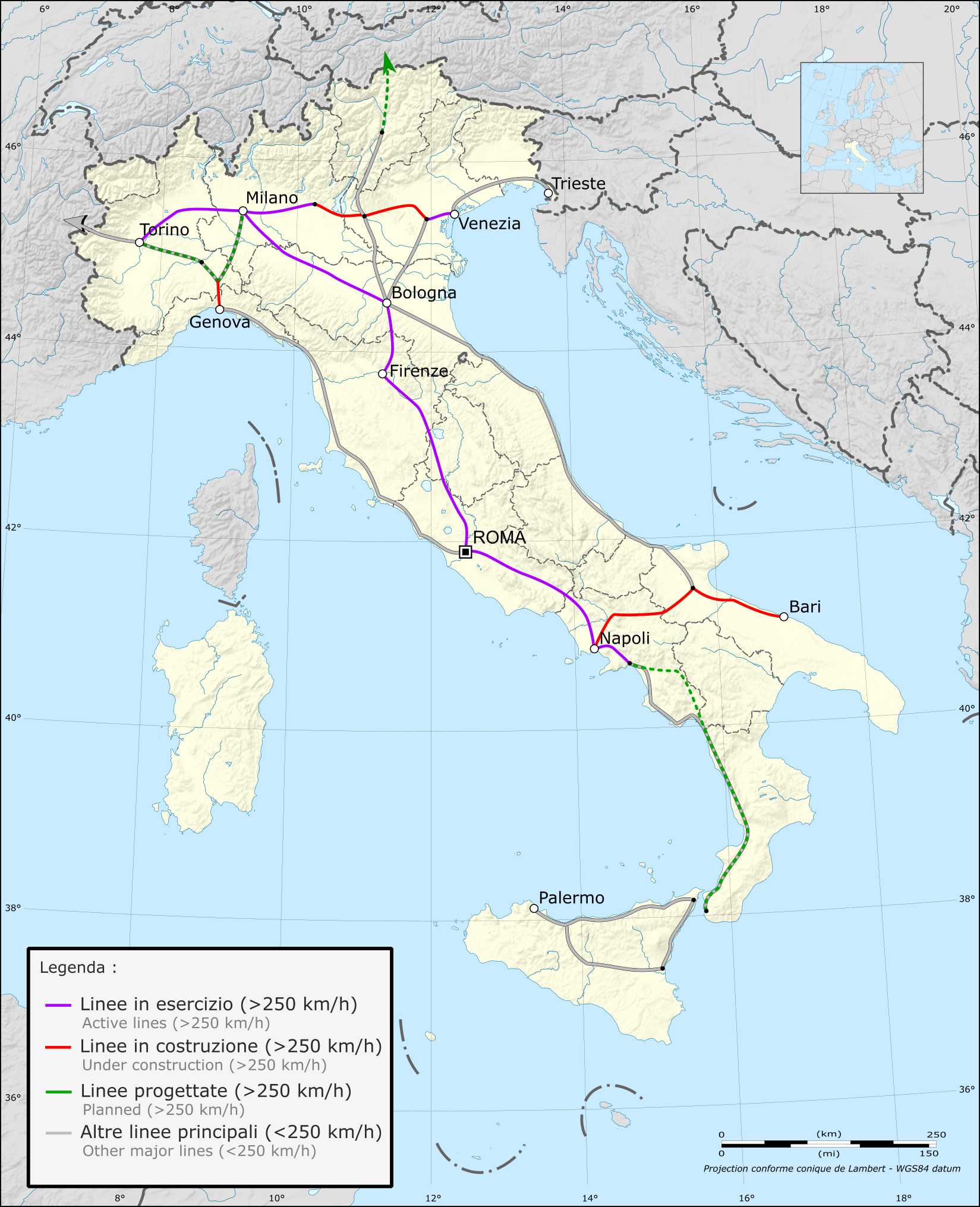
Vysokorychlostní železniční síť v Itálii

První vysokorychlostní nasazený vlak v Evropě byla italská „Direttissima“, na vysokorychlostní železniční trati Florencie–Řím (254 km) v roce 1978, který používal lokomotivy třídy FS E444 s napětím 3 kV ss. Itálie byla pionýrem propagace použití technologie naklápěcích vlaků Pendolino. Italská vládní firma Treno Alta velocità byla zapojena do vysokorychlostní sítě v Itálii, spolu s některými tratěmi již otevřenými. Italský provozovatel NTV je od roku 2011 první soukromý vysokorychlostní železniční operátor v Evropě, používá spojené jednotky AGV ETR 575.
V březnu 2011 byla podepsána smlouva pro druhou fázi výstavby vysokorychlostní tratě Milán–Verona, úsek Treviglio–Brescia, dlouhý 39 km. Trať byla otevřena v prosinci 2016.
| Trať                    | Rychlost | Délka  | Zahájení stavby | Plánovaný začátek provozu |
| ----------------------- | -------- | ------ | --------------- | ------------------------- |
| Brennerský úpatní tunel | 250 km/h | 56 km  | léto 2006       | 2028                      |
| (Milán–)Brescia–Verona  | 300 km/h | 60 km  | neznámé         | 2022–2023                 |
| Turín–Lyon              | 300 km/h | 72 km  | 2011            | 2030                      |
| Verona–Brenner          | 250 km/h | 276 km | neznámé         | 2025                      |
| Janov–Ventimiglia       | 200 km/h | 147 km | neznámé         | 2016                      |
| Janov–Milán             | 300 km/h | 53 km  | 2011            | 2023                      |

V současné době se italská vysokorychlostní železniční síť skládá z 1342 km tratí, které umožňují rychlost až 300 km/hod. Používá se bezpečnostní systém ERMTS / ETCS II, nejmodernější a bezpečná zabezpečovací technika. Napájení následuje evropský standard 25kV, střídavý proud, 50 Hz, jednofázové. Část Direttissimy je stále ještě pod systémem 3kV ss, ale plánuje se změna, že bude stejné napětí jako ve zbytku sítě.
Se vstupem do provozu vlakových jednotek ETR 1000, které mají maximální rychlost 400 km/h a cestovní rychlosti 360 km/h, je nutné železniční síť upravit tak, aby vlaky mohli jezdit bezpečně touto rychlosti. Od 14. června 2015 jezdí tyto soupravy v komerčním provozu mezi Římem a Milánem, zatím však jen rychlostí maximálně 300 km/h.

### Španělsko

AVE síť

Španělský vysokorychlostní železniční systém Alta Velocidad Española (AVE) je v provozu od roku 1992, kdy se spustil provoz na trati Madrid–Sevilla. Od té doby bylo postavena dalších řada tratí, včetně 621 kilometrů dlouhé trati Madrid–Barcelona (ta byla celá dokončena v roce 2008). Celková délka vysokorychlostních tratí je 4000 km (k říjnu 2023), což je nejdelší v Evropě, a druhá nejdelší na světě po pevninské Číně. Aby se splněny cíle ambiciózní stavebního programu výstavby AVE systému, tak by v roce 2020 měly být ve Španělsku spojena téměř všechna hlavní města provincií vysokorychlostními vlaky do Madridu za méně než 3 hodiny a Barcelony do 6 hodin.
S ohledem na silné regiony je podstatnou motivaci výstavby snaha o posíleni role Madridu a oslabeni regionu díky rychlé dostupnosti. Španělské, ale i portugalské, vysokorychlostní tratě jsou postaveny na evropské normy rozchodu kolejí a elektrifikovány systémem 25 kV při 50 Hz z trolejového drátu. První vysokorychlostní trať z Madridu do Sevilly je vybavena řídicím vlakovým systémem LZB, novější tratě systémem ETCS.
Jinde v Evropě byl úspěch vysokorychlostních služeb částečně způsoben interoperabilitou se stávajícími konvenčními železničními tratěmi. Ve Španělsku Interoperabilita mezi novými AVE tratěmi a staršími tratěmi iberského rozchodu (1668 mm) představuje další výzvy. U obou vlaků Talgo i CAF používajících proměnný rozchod kol funguje automatický měnič rozchodu, kterým vlaky projíždějí (bez zastavení). Některé tratě jsou konstruovány pro dvojí rozchod umožňující smíšený provoz vlaků s iberským (1668 mm) i standardním (1435 mm) rozchodem na stejné trati. Další tratě byly dovybaveny pražci jak pro iberský a standardní rozchod a to tak, že koleje mohou být v budoucnu převedeny z iberského na standardní rozchod bez výměny pražců.
První trať AVE, která se spojila s francouzským standardním rozchodem sítě, byla trať LGV Perpignan–Figueres, která byla otevřena v prosinci 2010 a která zahrnuje i nový 8,3 km dlouhý tunel pod Pyrenejemi. Vysokorychlostní trať Barcelona–Figueres byla otevřena v lednu 2013. Přímé vysokorychlostní vlaky Paříž–Barcelona–Madrid mezi Francií a Španělskem jsou v provozu od prosince 2013. V budoucnu budou jezdit až do Madridu Jsou v plánu i další tratě včetně dalšího spojení do Francie v Irunu/Hendaye (na západním, atlantickém pobřeží Pyrenejí).
Několik nových vysokorychlostních tratí je v současné době ve výstavbě s konstrukční rychlostí 300–350 km/h, a několik starých tratí je modernizováno, aby umožnily provoz osobních vlaků rychlostí 250 km/hod.
| Trať                                                                                                  | Rychlost     | Délka      | Zahájení stavby | Plánovaný začátek provozu                                                |
| --- | ------------ | ---------- | --------------- | ------------------------------------------------------------------------ |
| Basque Y                                                                                              | 250 km/h     | 175 km     | 2006            | 2023                                                                     |
| Středomořský vysokorychlostní koridor: Andalusie – Murcia – Valencia – Katalánsko-francouzské hranice | 250–350 km/h | 1300 km    |                 | 2016–2020–2030                                                           |
| Madrid–(Cáceres–Mérida–Badajoz)–Lisabon                                                               | 350 km/h     | 640 km     | neznámé –       |                                                                          |
| LAV Levante                                                                                           | 350 km/h     | 940 km     | neznámé         | 2010–2015                                                                |
| LAV Valladolid – Burgos – Vitoria-Gasteiz                                                             | 350 km/h     | 208 km     | 2009            | 2015                                                                     |
| LAV Venta de Baños-León – Gijón                                                                       | 350 km/h     | neznámý km | neznámé         | 2014 (???)                                                               |
| LAV Olmedo-Zamora – Galicie                                                                           | 350 km/h     | 435 km     | neznámé         | 99 km (část Olmedo–Zamora) bylo zprovozněna v prosinci 2015, zbytek 2018 |
| LAV Sevilla–Cádiz                                                                                     | 250 km/h     | 157 km     | neznámé         | 2015                                                                     |
| Eixo Atlántico de Alta Velocidade                                                                     | 250 km/h     | neznámý km | neznámé         | 2014                                                                     |
| EJE Ferroviario Transversal                                                                           | 250–350 km/h | 503 km     | 2006            | 2013–2016                                                                |
| LAV Madrid–Santander                                                                                  | neznámý km/h | neznámý km | neznámé         | –                                                                        |

Tři společnosti zkonstruovaly nebo postaví vlaky pro španělské vysokorychlostní železniční sítě:. Španělský Talgo, francouzský Alstom a německý Siemens AG. Bombardier Transportation je partnerem v obou sdruženích vedených Talgem i vedených Siemensem. Francie bude nakonec stavět 25kV TGV trať ke španělské hranici (v současné době chybí mezi Nîmes a Perpignan), ale bude i nadále zapotřebí vícenapěťové vlaky, protože vlaky do Paříže musí jet několik posledních kilometrů na trati s napájením 1,5 kV. Za tímto účelem bylo rozhodnuto upravit 10 stávajících vlaků AVE S-100, které mají fungovat na tomto napětí 25 kV (stejně jako na francouzském signalizačním systému), což bude stát jen 30 miliónů eur namísto původně očekávaných 270 milionů € za nové vlaky.

### Belgie

Vysokorychlostní železniční síť v Belgii

Belgická železniční síť je obsluhována pěti vysokorychlostními dopravci: Thalys, Eurostar, ICE, TGV a vlaky Fyra. Všechny obsluhují stanici Bruxelles-Midi, největší belgické vlakové nádraží. Vlaky Thalys, což je varianta francouzského TGV, jezdí mezi Belgií, Německem (Kolín nad Rýnem), Nizozemskem (Amsterdam) a Francii (Paříž). Od roku 2007 Eurostar spojuje Brusel a Londýn (nádraží St Pancras), před tím jezdily vlaky na londýnské nádraží Waterloo. Německý ICE funguje mezi Bruselem, Lutychem a Frankfurtem nad Mohanem Hbf.
HSL 1 je belgická vysokorychlostní železniční trať, která spojuje Brusel s francouzskou hranicí. Je dlouhá 88 km (71 km je novostavba vysokorychlostní tratě, zbytek 17 km je modernizovaná trať). Byla uvedena do provozu 14. prosince 1997. Trať výrazně zkrátila železniční cestování, cesta z Paříže do Bruselu nyní trvá 1:22. V kombinaci s tratí LGV Nord, má také vliv na mezinárodní cestování do Francie a do Londýna. Jezdí po ní vysokou rychlostními vlakové soupravy Eurostar, Thalys PBA TGV, Thalys a PBKA. Celkové náklady na výstavbu byly 1,42 miliard eur.
HSL 2 je belgická vysokorychlostní železniční trať mezi Bruselem a Lutychem, dlouhá 95 km (61 km je novostavba vysokorychlostní tratě mezi Lovani a Ans a 34 km je modernizovaná trať mezi Bruselem a Lovani a mezi Ans a Lutychem). Byla uvedena do provozu 15. prosince 2002. V provozu je také její rozšíření na hranici s Německem (HSL 3), kombinovaná vysokorychlostní trať výrazně urychlila cestování mezi Bruselem, Paříží a Německem. Na trati HSL 2 v současné době jezdí vlaky Thalys a ICE, paralelně s rychlými vnitrostátními intercity vlaky.
HSL 3 je belgická vysokorychlostní železniční trať, která spojuje Lutych a německé hranice, 56 km dlouhá (42 km je novostavba vysokorychlostní tratě, 14 km modernizovaná je trať), používá se od 13. prosince 2009. Na trati HSL 3 jezdí jen mezinárodní vlaky Thalys a ICE, na rozdíl od trati HSL 2, která se také používá pro rychlé vnitrostátní intercity vlaky.
HSL 4 je belgická vysokorychlostní železniční trať, která spojuje Brusel a nizozemské hranice. Je dlouhá 87 km (40 km je novostavba vysokorychlostní tratě, 47 km je modernizovaná trať). HSL 4 je používán vlaky Thalys od 13. prosince 2009 a od roku 2010 slouží i pro rychlé meziměstské vlaky. Mezi Bruselem a Antverpami (47 km), vlaky mohou jezdit rychlostí 160 km/h na modernizované stávající trati (s výjimkou několika úseků, kde je rychlostní limit 120 km/h). Na dálniční křižovatce E19/A12 vlak opouští původní trať a jede po nové vysokorychlostní trati na nizozemskou hranici (40 km) rychlostí 300 km/hod.
Díky dokončení železničního spojení od Eurotunelu do Londýna (trať High Speed 1) a dokončení tratí z Bruselu do Amsterdamu a do Kolína nad Rýnem/Frankfurtu by mohlo fungovat přímé spojení z Londýna do Amsterdamu a do Kolína nad Rýnem. Obě cesty by měly kratší než 4 hodiny, což je doba obecně považována za konkurenci k letecké dopravě. Nicméně v současnosti (2017) přímé spojení nefunguje, je nutné přesednout v Bruselu. Přímé spojení do Amsterdamu bylo plánováno až na rok 2016, přímé vlaky do Frankfurtu také měly jezdit od roku 2016.

### Nizozemsko

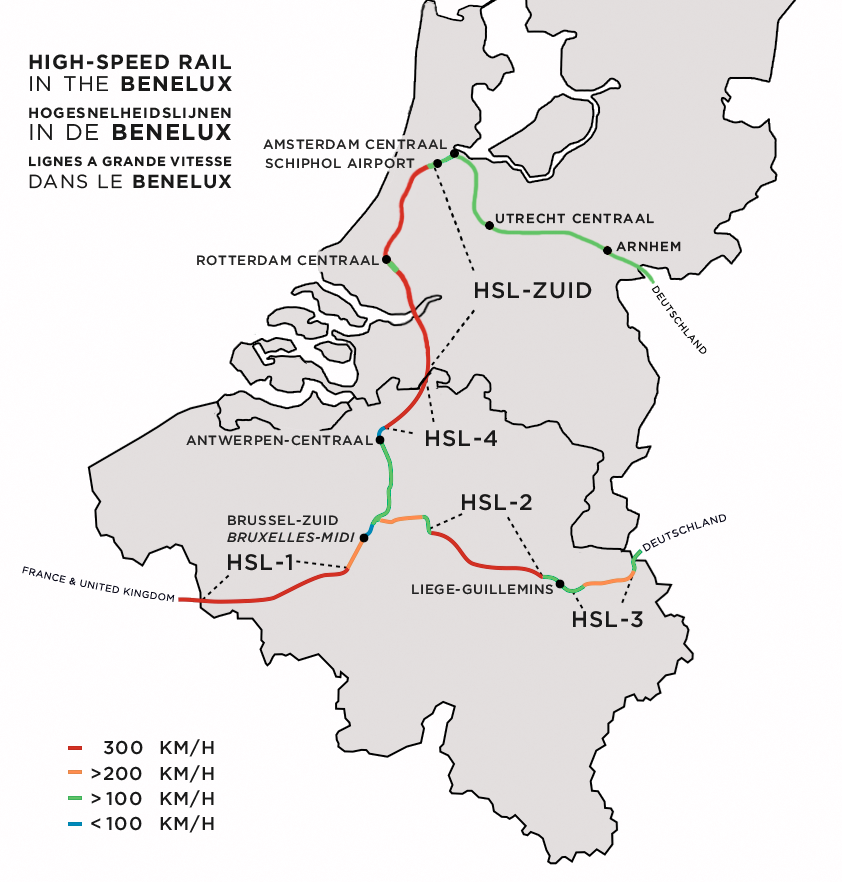
HSL-Zuid, spojující Antverpy a HSL 4

HSL-Zuid (nizozemsky Hogesnelheidslijn Zuid, vysokorychlostní jižní trať) je 125 km dlouhá vysokorychlostní trať v Nizozemsku. Využívá existující trať z Amsterdam Centraal na letiště Schiphol, kde začíná novostavba vysokorychlostní tratě, která pokračuje do stanice Rotterdam Centraal, a na belgické hranice. Zde se připojuje k belgické trati HSL 4 a končí na stanici Antwerpen-Centraal. Den Haag Centraal (Haag) a Breda jsou připojeny na vysokorychlostní trať pomocí konvenční železniční tratě. HSL-Zuid začala fungovat 7. září 2009. Bude obsluhována vlaky Thalys z Amsterdamu do Bruselu a Paříže, a vlaky Fyra obsluhující všechny stanice na trati HSL-Zuid mezi Amsterdamem Centraal a stanicí Bruxelles-Midi.
Byla plánována stavba tratě HSL-Oost, která byla ale odložena. Měla by spojovat Amsterodam přes Utrecht Centraal a Arnhem s Německem.

### Rakousko
Západní železnice (německy Westbahn) mezi hlavním městem Vídní a Salcburkem je postupně modernizována až na maximální konstrukční rychlost 250 km/hod. Ta je zavedena v úsecích Hadersdorf (místní část Vídně) – St. Pölten a Ybbs an der Donau – Amstetten, na zbytku trasy do Lince se maximální rychlost pohybuje od 200 do 230 km/h, z Lince do Salcburku pak dosud převažují úseky s rychlostí do 160 km/h. Do roku 2026 by měl být vedle současné trati zprovozněn nový dvojkolejný úsek z Lince do Welsu na rychlost 230 km/h. Německé a rakouské ICE vlaky jezdí maximální rychlostí 230 km/h, stejně jako rakouské, lokomotivou tažené vlaky (zvané Railjet), které zahájily provoz v roce 2008.
V současné době je ve výstavbě 56 km dlouhý Brennerský úpatní tunel, který umožní rychlost až 250 km/hod. První část tzv. Nové železnice údolím Unterinntal (Neue Unterinntalbahn) byla otevřena v prosinci 2012 jako součást modernizace trati spojující budoucí Brennerský tunel a jižní Německo, při které byla trať rozšířena ze dvou kolejí na čtyři a byla zvýšena maximální konstrukční rychlost na 250 km/h. V současnosti je však využívána maximální rychlost 220 km/h. V přeshraničním úseku z Wörglu do německého Mnichova by měla nová trať umožnit rychlost 230 km/h, zprovoznění je však plánováno až okolo roku 2040.
Jižní dráha (Südbahn) bude v úseku z Vídně do Vídeňského Nového Města modernizována na rychlost 200 km/h, rychlostně již nepostačující a sklonově náročné úseky vedené přes Alpy včetně semmerinské horské dráhy nahradí Semmerinský úpatní tunel budovaný na rychlost 230 km/h a nová plánovaná trať z Mürzzuschlagu dále na jih.
Koralmská dráha (Koralmbahn) jako první zcela nová železniční trať v Rakousku je ve výstavbě od roku 2006. Její součástí je 33 km dlouhý nový Koralmský tunel, spojující města Klagenfurt a Štýrský Hradec. Primárně se staví pro intermodální nákladní dopravu, ale bude také používána osobními vlaky jezdícími rychlostí až 250 km/hod. Jednotlivé úseky jsou uváděny do provozu od roku 2010, kompletně hotovo by mělo být v roce 2025. Doba potřebná na cestu vlakem z Klagenfurtu do Štýrského Hradce se sníží ze tří hodin (závlek přes Bruck an der Mur) na 45 minut.
| Trať                                                     | Rychlost                      | Délka    | Zahájení stavby | Plánovaný začátek provozu      |
| -------------------------------------------------------- | ----------------------------- | -------- | --------------- | ------------------------------ |
| Rakouská západní železnice (Westbahn)                    | 250 km/h                      | 312,2 km | neznámé         | 9.12.2012 (Vídeň – St. Pölten) |
| Brennerský úpatní tunel (Brennerbasistunnel)             | 250 km/h                      | 56 km    | léto 2006       | 2032                           |
| Nová železnice údolím Unterinntal (Neue Unterinntalbahn) | 250 km/h (využíváno 220 km/h) | 40,2 km  | neznámé         | 9.12.2012                      |
| Koralmská dráha (Koralmbahn)                             | 250 km/h                      | 125 km   | 2001            | 2025                           |

### Švýcarsko
Francouzský TGV (TGV Lyria) a německé ICE linky zajíždějí do Švýcarska, ale vzhledem k husté železniční dopravě, krátké vzdálenosti mezi švýcarskými městy (z důvodu malé velikosti země) a často obtížnému terénu však v současné době nedosahují rychlosti vyšší než 200 km/h (ICE3), nebo 160 km/h (TGV, ICE1, ICE2). Nejrychlejší švýcarské vlaky jsou naklápěcí ICN vlaky, provozované Švýcarskými spolkovými dráhami od května 2000. Mohou dosáhnout vyšších rychlostí než konvenční vlaky na švýcarských tratích bohatých na oblouky, avšak nejvyšší rychlost 200 km/h může být dosažena pouze na vysokorychlostních tratích. Bývalé konsorcium Cisalpino vlastněné Švýcarskými spolkovými drahami a Trenitalií provozovalo naklápěcí vlaky ETR 470 Pendolino na dvou svých mezinárodních linkách.
Pro řešení nákladní a osobní přepravy na silnicích a železnicích přes Alpy zahájilo Švýcarsko projekty Rail2000 a AlpTransit (Neue Eisenbahn-Alpentransversale). První etapa projektu Rail2000 skončila v roce 2005, v rámci ní byla postavena nová vysokorychlostní železniční trať mezi Bernem a Oltenem s provozní rychlostí 200 km/hod. V rámci projektu AlpTransit se staví rychlé železniční trati od severu k jihu, přes švýcarské Alpy. Zahrnuje výstavbu několika úpatních (základových, patních) tunelů několik set metrů pod úrovní současných tunelů. 35 km dlouhý Lötschberský úpatní tunel byl otevřen v roce 2007 a jednotky ETR 600, zvané nové Pendolino tu jezdí rychlostí 250 km/hod. V prosinci 2016 došlo k úplnému otevření Gotthardského úpatního tunelu dlouhého 57 km, který umožňuje maximální rychlost 250 km/h. Druhá etapa Rail2000 zahrnuje modernizaci tratě v kantonu Valais (na 200 km/h) a tratě mezi městy Biel a Solothurn (200 km/h). Zahájení prací bylo plánováno v letech 2012–2016. Nicméně pomalá rychlost tratí mezi tunely AlpTransit (Cenerský, Gotthardský úpatní a Zimmerberský) znamená to, že kapacita na trati Curych–Milán zůstane omezená, dokud nebude zvýšena rychlost, s ohledem na silný negativní účinek smíšené (osobní a nákladní) dopravní rychlosti na kapacitě.

### Velká Británie

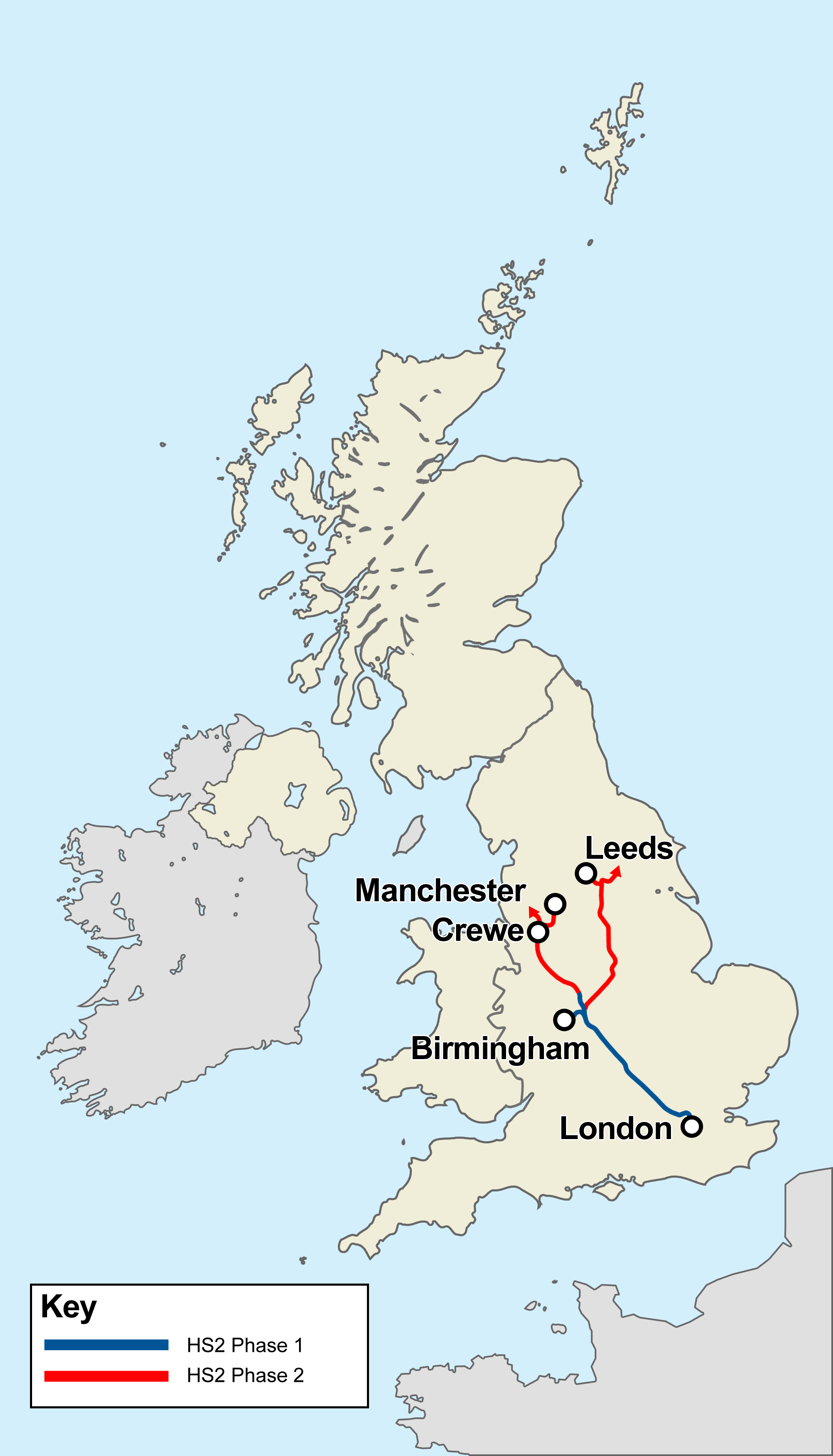
Nové vysokorychlostní železniční tratě ve Velké Británii (současné a plánované)

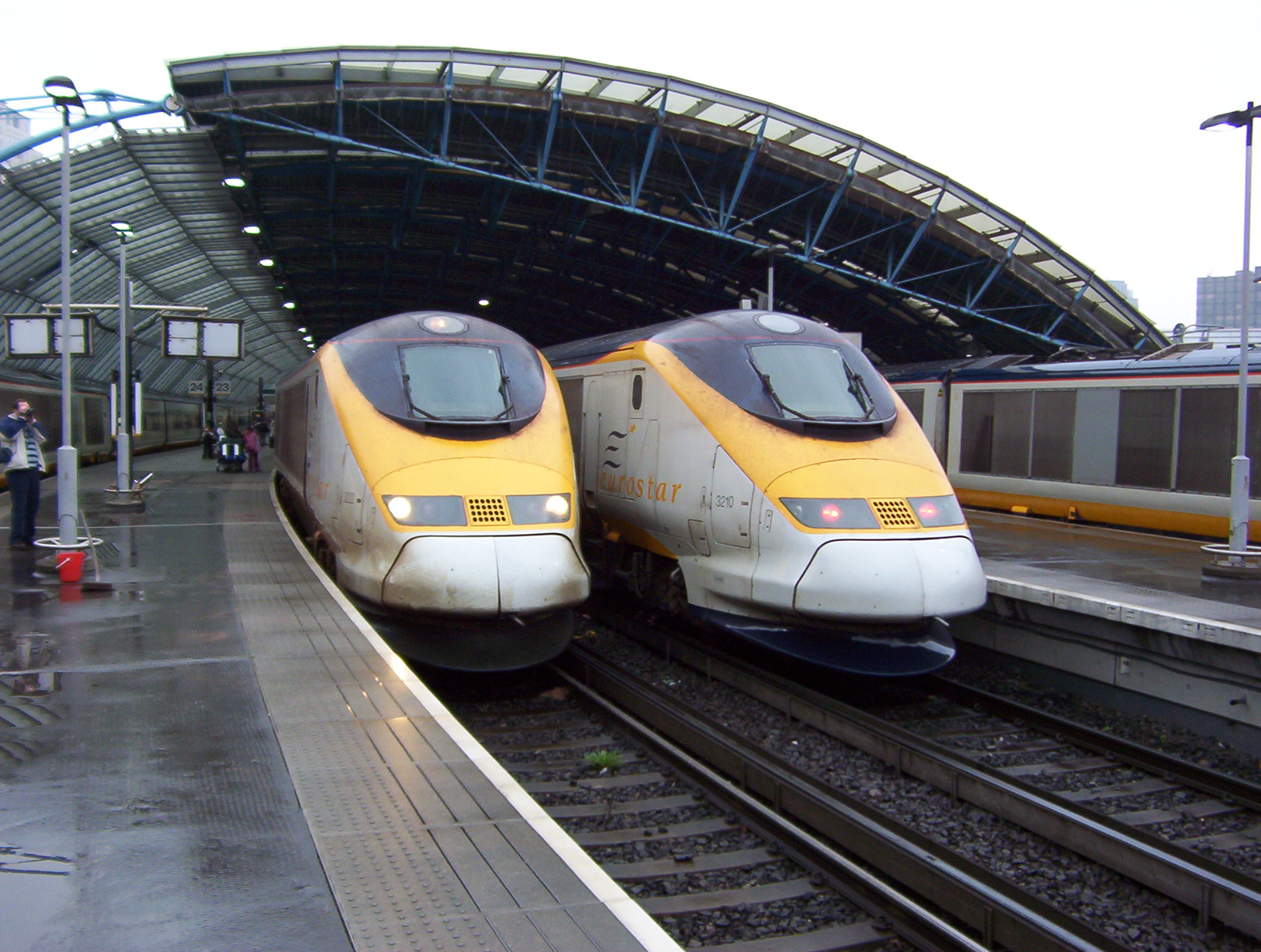
Vlaky Eurostar u nádraží Waterloo International

Ve Spojeném království byla otevřena první specializovaná vysokorychlostní trať High Speed 1 mezi Londýnem a tunelem pod Lamanšským průlivem 14. listopadu 2007. Druhá trať přezdívaná High Speed 2 je ve fázi výstavby. Měla by být postavena nejprve mezi Londýnem a Birminghamem, s pozdějším rozšířením do Manchesteru a Leedsu. Trať High Speed 2 byla schválena vládou v lednu 2012. Navíc budoucí modernizace hlavních tratí Great Western a East Coast (v kombinaci s programem Intercity Express Programme) má zvýšit provozní rychlost tratí na 225 km/h, které už tak mohou být (ze své podstaty) nazývány vysokorychlostními tratěmi. Takové zvýšení bude vyžadovat instalaci modernějšího vlakovéhoh zabezpečovače. Hlavním důvodem pro stavbu nových vysokorychlostních tratí je vytvoření dodatečné kapacity jako alternativy k přetížené konvenční síti.
Jednotky Eurostar, které jezdí tunelem pod Lamanšským průlivem mezi Británii a Francii a Belgii, jsou v podstatě čtyřsystémové verze vlaků TGV, z nichž dva systémy se používají ve Velké Británii. Původní napájení pomocí napájecí kolejnice bylo odstraněno po otevření tratě High-Speed 1. Vlaky se musí přizpůsobit různým výškám nástupišť a vyrovnat se se sedmi různými režimy signalizace. Stejně jako TGV, tak i ;vlaky Eurostar jsou propojeny podvozky mezi vozy a většina jednotek má 18 osobních vozů a dva motorové vozy (koncové osobní vozy mají také své vnější napájení v podvozku). Plně obsazený vlak se 750 cestujícími je zhruba ekvivalent pěti letadel Airbus A320 nebo Boeing 737 (letadla obvykle používaná nízkonákladovými leteckými společnostmi). Tyto vlaky jezdí na nejvyššími rychlostmi ve Velké Británii využívaje vysokorychlostní trať mezi stanicemi Channel Tunnel a St Pancras v Londýně (trať High Speed 1), která byla plně otevřena v listopadu 2007.
Zbytek britské železniční sítě je podstatně pomalejší. Žádné vlaky nejezdí rychleji než 201 km/h za použití tratí z velké části postavených v polovině devatenáctého století. Hlavním důvodem pro toto omezení je nedostatečná bezpečnostní úroveň vlakového zabezpečovače. Povolená rychlost byla na některých úsecích tratě East Coast Main experimentálně zvýšena na 225 km/h během modernizace a elektrizace trati v průběhu 80. let 20. století (jak Pendolino používané na trati West Coast Main tak i Intercity 225 používané na trati East Coast Main je schopné jet rychlostí 225 km/h. Traťová rychlost byla později vrácena na 201 km/h.
V roce 2017 začala výstavba první fáze projektu High Speed 2 a to trať spojující Londýn (Euston) a Birmingham s návrhovou rychlostí 360 km/h. Další fáze měly směřovat do Manchesteru a Leedsu. Z důvodu prodlužující a prodražující se stavby první fáze byly další fáze v letech 2021 a 2023 zrušeny, v roce 2024 se jedná o oživení větve k Manchesterskému letišti při nižší rychlosti. High Speed 2 nebude v provozu před rokem 2029.
| Trať        | Trať                                                           | Max. rychlost | Délka   | Uvedení do provozu                                         |
| ----------- | -------------------------------------------------------------- | ------------- | ------- | ---------------------------------------------------------- |
| v provozu   | High Speed 1, Eurotunel–Londýn                                 | 300 km/h      | 114 km  | 2003 část 74 km (novostavba), 2007 část 40 km (novostavba) |
| v provozu   | West Coast Main Line, Londýn–Preston–Glasgow/Edinburgh         | 200 km/h      | 645 km  | 1837 (stavba) 2002 (200 km/h)                              |
| v provozu   | East Coast Main Line, Londýn – Newcastle upon Tyne – Edinburgh | 200 km/h      | 632 km  | 1846 (stavba) 1976 (200 km/h)                              |
| v provozu   | Great Western Main Line, Londýn–Bristol                        | 200 km/h      | 188 km  | 1839 (stavba) 1976 (200 km/h)                              |
| v provozu   | Cross-Country Route, Birmingham–Derby                          | 200 km/h      | ≈ 60 km | 1842 (stavba) ≈1995 (200 km/h)                             |
| v provozu   | Midland Main Line, Londýn–Nottingham                           | 200 km/h      | ≈160 km | 1868 (stavba) 2013 (200 km/h)                              |
| ve výstavbě | Londýn–Birmingham (High Speed 2)                               | 360 km/h      | 191 km  | 2029 (plánováno)                                           |

### Dánsko

Vysokorychlostní tratě v Dánsku. Čárkované – plánové nebo ve stavbě. Oranžové: rychlost 240–260 km/h; žluté 200–230 km/h, šedé – méně než 200 km/h.

K roku 2025 má Dánsko jedinou vysokorychlostní trať: Kodaň–Ringsted o délce 60 km, navrženou pro povolenou rychlost 250 km/h. Probíhá modernizace trati Sydbanen (Fugleflugtslinjen) v úseku Ringsted–Fehmarn.
Dvě největší města Dánska, Kodaň a Aarhus, leží od sebe asi 300 km a existuje politický cíl dosáhnout dvouhodinového času cestování, kdy 200 km/h je zvolena jako cílová rychlost. Některé části jsou naplánovány na změnu, protože současná železnice zde vede v obloucích a je pravděpodobné, že budou navrženy pro rychlosti větší než 200 km/h.
Nejvyšší rychlost, kterou je možné jezdit, je v některých úsecích 180 km/h,to jsou však malé úseky hlavních tratí, které se rychle přenese na pomalejších úsecích kolem 140–160 km/h. Většina částí železniční sítě je neelektrifikovaná – snižuje tak zrychlení a nejvyšší rychlost. Některá kolejová vozidla provozovaná na dánské železniční síti jsou schopna dosáhnout 200 km, jde o X2000 a IC4.
Dánský jedinečný signalizační systém, který obsahuje četné zastaralé komponenty, je nahrazován novým, systémem ERTMS 2, který má být dokončen v roce 2030. Jeho instalace je podmínkou pro rychlosti vyšší než 180 km/h.
Nová 60 km dlouhá trať Kodaň–Ringsted byla dokončena v roce 2019. K roku 2023 je zde maximální rychlost 200 km/h. Železniční trať z Ringstedu směrem k budoucímu tunelu pod Fehmarnskou úžinou byla v roce 2010 modernizována na rychlost 160 km/h a bude upravena na rychlost 200 km/h při přestavbě na dvoukolejnou trať v roce 2021 a do roku 2024 elektrifikována. Až bude projekt dokončen, Dánsko bude schopné spojit vysokorychlostní tratě ve Švédsku s vysokorychlostní sítí ve zbytku Evropy — předpokládajíc elektrifikaci a opravu německého úseku Lübeck–Puttgarden ze současného limitu kolem 100 km/h na 200 km/h do roku 2030. Jediným úsekem, který není vysokorychlostní, bude Lübeck–Hamburk (cca 60 km).
| Trať              | Rychlost | Délka  | Začátek stavby | Předpokládaný začátek provozu |
| ----------------- | -------- | ------ | -------------- | ----------------------------- |
| Most přes Öresund | 200 km/h | 7 km   | 1995           | 2000                          |
| Kodaň–Ringsted    | 250 km/h | 60 km  | 2011           | Červen 2019                   |
| Ringsted–Fehmarn  | 200 km/h | 115 km | 2013           | plánováno 2028                |

### Finsko

Provozní rychlosti na finské železniční síti.

Ve Finsku provozuje národní železniční společnost VR naklápěcí vlaky Pendolino. Vlaky dosahují maximální rychlosti 220 km/h při běžném provozu na 60 km mezi Keravou a Lahti. Tato část tratě byla otevřena v roce 2006. Vlaky mohou jezdit až 200 km/h na delší trase mezi Helsinkami a Seinäjoki s maximální rychlostí mezi Helsinkami a Turku. Hlavní železniční trať mezi Helsinkami a Oulu se modernizuje mezi Seinäjoki a Oulu, aby mohly vlaky jezdit rychlostí mezi 160 a 200 km/h. Ostatní části finské železniční sítě jsou omezeny na nižší rychlost.
V prosinci 2010 byla spuštěn nový pravidelný spoj s názvem Allegro mezi Helsinkami a ruským Petrohradem s dobou cesty 3½ hodiny. Využívá nový vlak Pendolino, který podporuje finské i ruské standardy. Byly dodány čtyři nové vlaky s maximální rychlostí 220 km/h.
V letech 2007 až 2010 byla ruská trať od finské hranice do Petrohradu elektrifikována a vylepšena, aby umožnila vyšší rychlost jízdy. Finská trať (Riihimäki–Petrohrad) byla pro případě potřeby rovněž modernizována většinou na 200 km/h. Plánovaná železniční trať ELSA-rata z Espoo do Salo by měla umožnit dosáhnout maximální rychlosti 300 km/h, což by z ní, až bude postaveno, učinilo nejrychlejší železnici ve Finsku.
| Trať                             | Rychlost | Délka | Začátek stavby | Předpokládaný začátek provozu |
| -------------------------------- | -------- | ----- | -------------- | ----------------------------- |
| ELSA-rata (železnice Espoo–Salo) | 300 km/h | 95 km | 2018–2020      | 2023+                         |

### Norsko

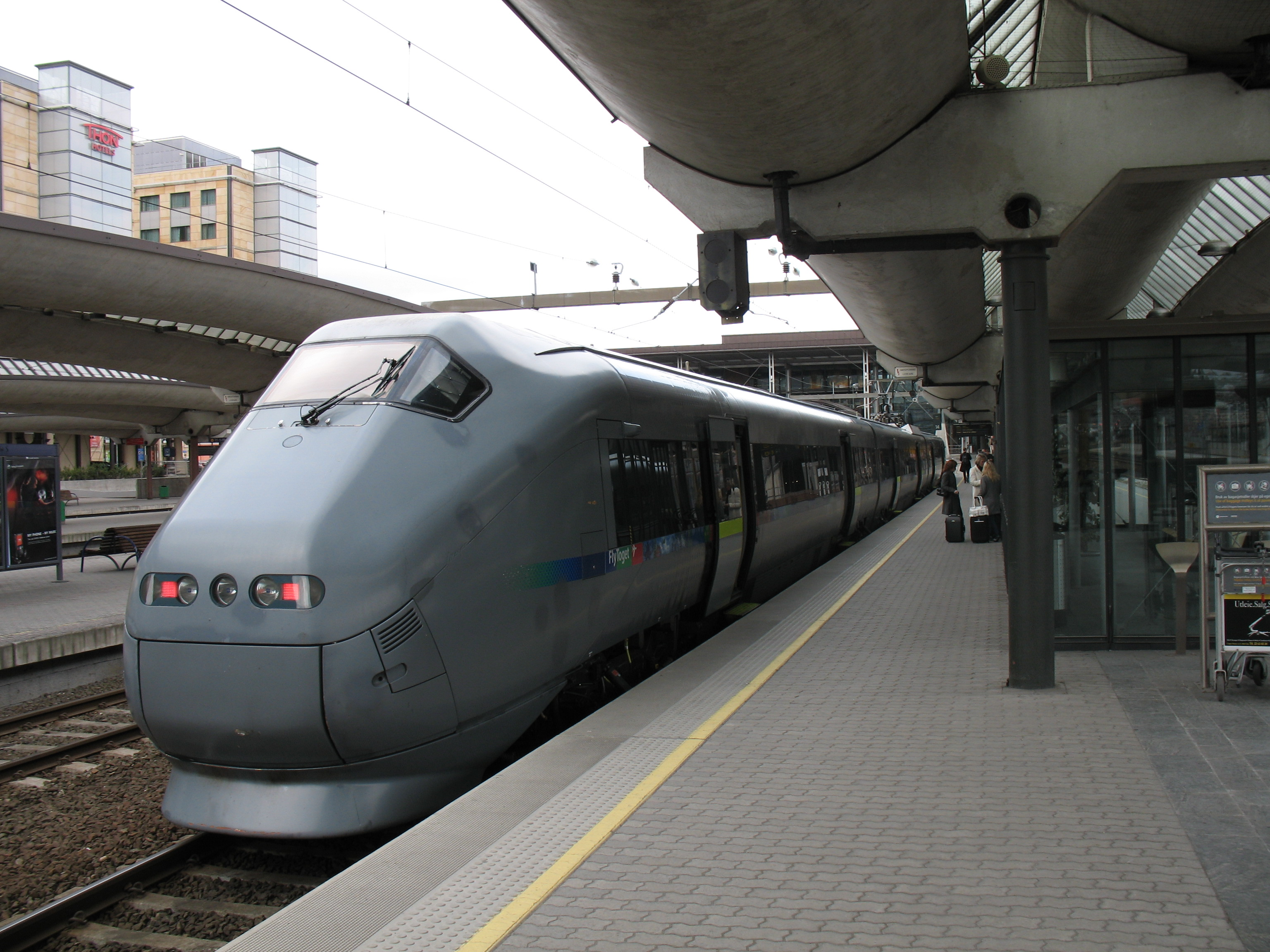
Spoj Flytoget na nádraží v Oslo, Norsko

Norsko má několik vysokorychlostních úseků radiálně vedoucích z Osla. Tyto tratě umožňují rychlosti od 200 km/h do 250 km/h. Několik nových železničních úseků je ve výstavbě a celý meziměstský trojúhelník z Osla bude dokončen do roku 2030.
Norskou jedinou vysokorychlostní tratí je 64 km Gardermobanen (Gardermonská dráha), který spojuje Letiště Oslo s metropolitními oblastmi Osla. Vlaky Flytoget (Letištní expresní vlak) a některé vlaky NSB (Norských státních železnic) zde jezdí rychlostí až 210 km/h. Gardermobanen přispívá k tomu, že železniční doprava má relativně vysoký podíl na trhu. Téměř 38 % cestujících na Letiště Oslo přijíždí vlakem, asi 21 % autobusem a asi 40 % autem.
V průběhu deseti let mezi roky 2010 a 2020 se plánovalo výstavba dalších nových vysokorychlostních tratí v regionu Oslo. Dnes však jen malé části norské železniční sítě umožňují rychlost vyšší než 130 km/h.
V Norsku existuje politické klima pro budování více vysokorychlostních železničních tratí, včetně dálkových tratí z Osla do Trondheimu, Bergenu, Stavangeru a Göteborgu. Předpokládá se, že se půjde o jednokolejné vysokorychlostní tratě pro rychlost až 250 km/h. Projekty jsou zatím stále ve fázi plánování.
Norská vláda zkoumá pět radiálních tratí vedoucích z Osla do Bergenu, Kristiansandu/Stavangeru, Trondheimu, Göteborgu a Stockholmu. Šestá trať by byla pobřežní trať mezi Bergenem, Haugesundem a Stavangerem. Byly provedeny nejméně dvě šetření nákladů a přínosů. Od konce roku 2010 bude na objednávku norské vlády provedena podrobnější analýza zahrnující analýzy trasy 6 tras.
Nejbližší 50–100 km od Osla na každé z těchto tratí má dobrý potenciál pro regionální vlaky (s výjimkou směrem na Stockholm). Modernizace a nová výstavba na vysokorychlostní standard se již do jisté míry uskutečnily jako u Gardermobanenu. Více se buduje a plánuje, ale se současnými ambicemi bude trvat desetiletí, než bude mít vysokorychlostní standard nejbližších 100 km od Osla na všech těchto tratích. Plánuje se, že v budoucnu budou umožňovat rychlost 200 km/h nebo více tratě na Halden, Skien, Hønefoss a Hamar. Tyto projekty mají vyšší prioritu než projekty na velké vzdálenosti.
| Trasa            | Rychlost     | Délka   | Začátek stavby | Předpokládaný začátek provozu |
| ---------------- | ------------ | ------- | -------------- | ----------------------------- |
| Drammen–Tønsberg | 200–250 km/h | ≈63 km  | 1993           | 2012–2025                     |
| Eidsvoll–Hamar   | 200–250 km/h | ≈60 km  | 2012           | 2015–2025                     |
| Oslo–Ski         | 250 km/h     | 22,5 km | 2014           | 2021                          |

Části nově vybudované trasy Drammen–Tønsberg jsou v provozu s vlaky (Stadler FLIRT) schopné rychlosti 200 km/h.

### Švédsko

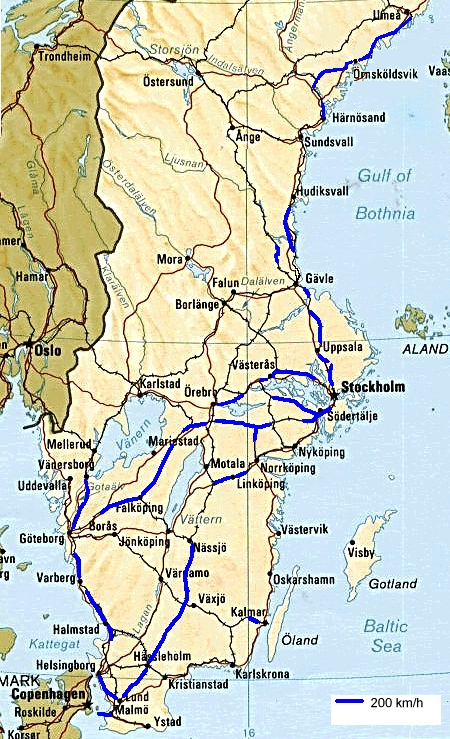
Švédská vysokorychlostní síť

Švédsko dnes provozuje mnoho vlaků s rychlostí 200 km/h, včetně naklápěcích vlaků X2, dále širokých a dvoupatrových regionálních vlaků a letištního expresu Arlanda X3. Vzhledem k tomu, že vlaky X2 i X3 mohou jet v případě zpoždění rychlostí 205 km/h, tak mohou být, technicky vzato, považovány za vysokorychlostní vlaky. Vlak X2, provozovaný pod názvem X2000 jezdí mezi mnoha švédskými městy, včetně Stockholmu, Göteborgu a Malmö. Vlaky Arlanda expresu spojují Stockholm a letiště Arlanda.
Nově vybudované tratě jako je Västkustbanan, Svealandská dráha nebo Botnická dráha (Botniabanan) mohou být relativně snadno modernizovány na rychlost 250 km/hod. Bude to vyžadovat nový signalizační systém, nové vlaky a možná překonání několika drobných úskalí. Staré hlavní tratě je obtížné modernizovat vlivem ceny za zvýšení (?propustnosti, přeložky, spodku?) trati. Většina mostů a dlouhé úseky hlavních tratí musí být přestavěny, aby dovolily rychlost 250 km/h.
V současné době se realizují studie vysokorychlostních tratí ve Švédsku a posuzuje se, zda západní a jižní hlavní trať může být modernizována až na rychlost 250 km/h nebo se mají postavit zcela nové vysokorychlostní tratě na rychlost 280–320 km/h v úsecích Stockholm–Linköping–Jönköping–Göteborg a Jönköping–Malmö–Kodaň. V plánu je usnadnit situaci na stávajících železničních tratích, které jsou relativně přeplněny, v kombinaci s lepšími cestovními časy mezi největšími městy ve Švédsku a v Dánsku.
S uvedením do provozu se dle neformálního návrhu podle Banverket (švédské organizace odpovědné za provozování železniční sítě) počítá do roku 2030. U dvou úseků (Södertälje–Linköping a Mölnlycke–Bollebygd) je už hotovo detailní plánování a očekává se, že zahájení stavby bude kolem roku 2017 (na rozdíl od ministra financí) a mělo by být v provozu kolem roku 2025.
Mnoho z nově vybudovaných železničních tratí ve Švédsku je přizpůsobeno pro rychlosti až do 250 km/h jako Botniabanan, Grödingebanan, Mälarbanan, Svealandsbanan, Västkustbanan, Vänernbanan (Göteborg–Trollhättan).
Problémem, který zpomaluje vysokorychlostní železnici ve Švédsku, je používaný signalizační systém (ATC), který neumožňuje rychlosti vyšší než 200 km/hod. Mohl by být modernizován, ale nebude se to provádět, protože bude v blízké budoucnosti na hlavních tratích nahrazen rovnou evropským signalizačním systémem ERTMS 2, který umožňuje rychlosti vysoké až 250 km/hod. Systém signalizace ERTMS 2 byl nainstalován a byl vyzkoušel na trati Botniabanan, dovoluje rychlost 250 km/h, i když žádný vlak v současnosti nejezdí rychleji než 200 km/h. Společnost SJ získala soupravy vlaku X55-Regina jezdící maximální rychlostí 200 km/h, je tu ale možnost modernizovat tyto elektrické jednotky na rychlost do 250 km/h, pokud to bude potřeba. Snížená provozní rychlost je také dána smíšenou osobní a nákladní dopravou.
Navrhují se čtyři hlavní vysokorychlostní projekty pro rychlosti mezi 250 a 350 km/hod.
- Norrbotniabanan, spojnice měst Umeå a Luleå, je budoucí hlavní železniční projekt, který bude postaven na rychlost 250 km/h se smíšeným provozem osobní a nákladní dopravy v severním Švédsku. Cílem je hlavně ulehčit velmi přetížené a jednokolejné hlavní trati přes horní Norrland (Stambanan genom övre Norrland) nárůstu nákladní dopravy a výrazně urychlit osobní dopravu podél pobřeží.[81]
- Ostlänken: spojení Järna a Linköpingu, který by mělo ulehčit přetížené a pomalé konvenční hlavní trati v úseku Järna–Linköping, Södra stambanan[82][83]
- Götalandsbanan: Göteborg–Jönköping–Linköping ve směru do Stockholmu přes Ostlänken. Měla by snížit cestovní čas do Göteborgu z 3.05 h na 2 h.[84]
- Europabanan: Jönköping–Helsingborg. Možné rozšíření do Helsingöru (tunelem pod Öresundem) a Kodaně.[85] Na první tři tratě v seznamu (ne na Europabanan) byly společností Trafikverket dělány studie. V několika případech bylo rozhodnuto o detailní poloze.

Švédská konzervativní vláda v letech 2006–2014 ukazovala jen malý zájem o velké železniční projekty. Vláda socialistů a ekologů však od roku 2014 zahájila další jednání o stanicích a další podpoře. Dle údajů z roku 2020 bude začátek výstavby až v letech 2020–2027, prozatím probíhá vyhledávací studie. Očekává se, že další železnice budou postaveny několik let poté.
| Trať                 | Rychlost                     | Délka | Zahájení výstavby | Plánovaný začátek provozu |
| -------------------- | ---------------------------- | ----- | ----------------- | ------------------------- |
| Göteborg–Trollhättan | 250 km/h první roky 200 km/h | 82 km | 2025–2027         | neznámé                   |

### Rusko

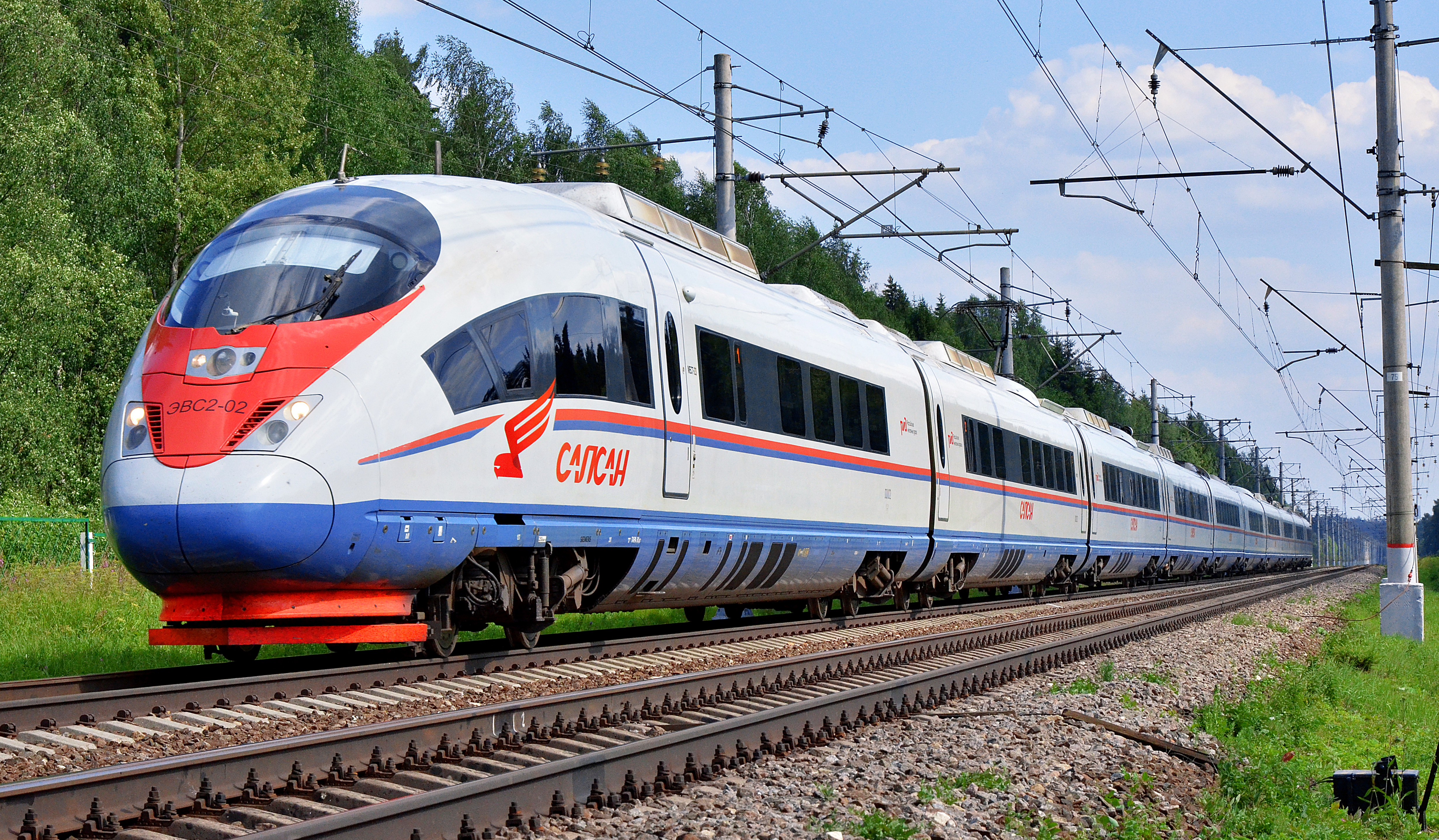
Ruský vysokorychlostní vlak Sapsan

- Trať Moskva–Petrohrad (550 km), od roku 2009 zde ruské vysokorychlostní vlaky Sapsan dosahují rychlosti až 250 km/h.[88] Je to konstrukční varianta vlaku Siemens Velaro, plánována je přestavba až na 330 km/h.
- Petrohrad–Helsinky, vlaky Allegro v Rusku dosahují rychlosti 200 km/h.
- Moskva – Nižnij Novgorod, od roku 2010 zde jezdí vysokorychlostní vlaky Sapsan.

### Polsko
V Polsku má dosud parametry vysokorychlostní tratě pouze Centralna magistrala kolejowa (CMK) spojující Kraków a aglomeraci kolem Katovic s Varšavou. Byla postavena v roce 1977 na rychlost 250 km/h, do instalace evropského zabezpečení ETCS je ale rychlost zatím omezena na 160 km/h, na 80 km úseku se od prosince 2014 jezdí rychlostí 200 km/h. Na celé trase CMK je od roku 2023 po dořešení podmínek používání systému ERTMS/ETCS pro rychlosti nad 200 kilometrů v hodině plánováno zvýšení rychlosti na 250 km/h. Na konvenční železniční síť je na straně Katovic napojena ve stanici Zawiercie a na varšavské straně v Grodzisku Mazowieckém. Její celková délka je 221 km.
Od roku 2020 je v provozu také modernizovaná konvenční trať Varšava–Gdaňsk, kde byla zavedena rychlost až 200 km/h. Zejména na modernizovaných tratích jsou od prosince 2014 nasazovány elektrické jednotky Pendolino ED250 dopravce PKP Intercity. PKP Intercity má také 10 elektrických lokomotiv EU44 Eurosprinter (PKP EU 44 Husarz), které budou sloužit k tažení vlaků rychlostí 200 km/h.
Do roku 2034 je naplánována výstavba téměř 1 800 km vysokorychlostních tratí s rychlostí 250 km/h. Jde zejména o tzv. „Linie Y“ Varšava–Lodž–Kališ s pokračováním jednak na Vratislav a dále na hranice s Českou republikou, jejíž výstavba by měla probíhat mezi lety 2023–2027, jednak na Poznaň, kde by mělo být hotovo o rok později. Izolované úseky vysokorychlostních tratí směrem k hlavnímu městu Varšavě by měly být do roku 2034 postaveny i v okolí měst Tarnów, Řešov nebo Zamość, v plánu je například i trať z Ostrolenky do turistické oblasti Mazurských jezer.
Studie byla provedena roku 2008, stavba tratí až na rychlost 360 km/h původně měla probíhat 2014–2019. V prosinci 2011 byl projekt zastaven pro nedostatek peněz. Hotová je stanice Łódź Fabryczna.

## Asie

Vysokorychlostní tratě provozované* ve východní Asii.
310–320 km/h
270–300 km/h
240–260 km/h
200–230 km/h
< 200 km/h
Ve výstavbě nebo modernizaci
- Tratě mohou být připravené i na rychlost vyšší

Celková délka provozovaných vysokorychlostních tratí v Asii je k lednu 2019 celkem 36 400 km, ve stavbě je dalších 10 100 km a plánováno 2 800 km. V roce 2025 by mělo být v Asii 56 400 km vysokorychlostních tratí. Tratě fungují v Číně, v Japonsku, na Tchaj-wanu, v Jižní Koreji a v Turecku. Dále se staví v Saúdské Arábii, Íránu a jsou plánované v Indii.

### Čína
Čína má nejdelší síť vysokorychlostní tratí na světě, k říjnu 2023 cca 40 tis. km tratí. V roce 2030 by délka tratí měla dosáhnout 64 tis., v roce 2035 pak 70 tis. Cílem je, aby do sítě byla zapojena všechna města nad 500 tis. obyvatel. V roce 2022 bylo v Číně provozováno téměř 3 400 vysokorychlostních jednotek s výkonem 775 mld. osobokilometrů.

### Japonsko
V Japonsku byla v roce 1964 otevřena první vysokorychlostní trať na světě – PJD (Šinkansen). Celková délka vysokorychlostních tratí je cca 2600 km.

### Jižní Korea
Jihokorejský vysokorychlostní systém KTX (Korea Train eXpress) je provozován od 1. dubna 2004 společností Korail na 330 km dlouhé trati Soul–Tegu. Další 82km úsek Tegu–Pusan byl přidán s výjimkou městských částí v roce 2010. Trať projektovaná na 350 km/h je provozovaná na rychlosti 305 km/h. V roce 2015 přibylo 183 km tratě do města Kwangdžu. Dalších 61 km vysokorychlostní tratě bylo zprovozněno v roce 2016 mezi městem Pchjongtchek a soulskou městskou částí Kangnam. Na této trati operuje firma SR Corporation.

### Tchaj-wan
Taiwan High Speed Rail (zkráceně THSR) je vysokorychlostní trať, která vede přibližně 345 km podél západního pobřeží Tchaj-wanu, z hlavního města Tchaj-peje na jih, do města Kaohsiung. Výstavbu řídila soukromá společnost Taiwan High Speed Rail Corporation (THSRC), která také trať provozuje. Celkové náklady na projekt činily v přepočtu 18 miliard dolarů. V době, kdy byla postavena, to byl jeden z největších soukromě financovaných železničních stavebních programů na světě. Systém je založen především na japonské technologii Šinkansen.

### Turecko
Turecké státní dráhy začaly budovat vysokorychlostní železniční tratě v roce 2003. První část této sítě mezi Ankarou a Eskişehirem byla slavnostně otevřena 13. března 2009. Je součástí 533 km dlouhé vysokorychlostní železniční trati z Istanbulu do Ankary. Celá tato trať pak byla otevřena 25. července 2014. Celý úsek trati na území Istanbulu, projekt Marmaray, byl otevřen až v březnu 2019. Tento projekt se skládá ze železniční dopravní sítě v okolí Istanbulu a ve světě nejhlubšího ponořeného železničního tunelu pod Bosporskou úžinou a spojuje železniční tratě na evropské a asijské části Istanbulu a Turecka. Dceřiná společnost Tureckých státních drah Yuksek Hızlı Tren je jediným provozovatelem vysokorychlostních vlaků v Turecku.
Výstavba tří samostatných vysokorychlostních tratí z Ankary do Istanbulu, do Konya (otevřená v srpnu 2011) a do Sivasu (ta byla otevřena v dubnu 2023) byla součástí strategických cílů Tureckého ministerstva dopravy. K říjnu 2023 mělo přibližně 1200 km vysokorychlostních tratí, ve stavbě 1500 km a plány na 2200 km sítě.
Mapa vysokorychlostních tratí v Turecku viz výše v rámci mapy Evropy.

## Afrika

### Maroko
V listopadu 2007 se marocká vláda rozhodla uskutečnit výstavbu vysokorychlostní železniční tratě mezi hospodářským hlavním městem Casablanca a Tangierem, jedním z největších přístavních měst u Gibraltarského průlivu. Délka tratě je 350 km. Trať také obsluhuje hlavním město Rabat a město Kenitra. První část tratě, 200 km dlouhá vysokorychlostní železniční trať Kenitra–Tangier, byla otevřena v listopadu 2018, vlaky zde jezdí rychlostí až 320 km/h. Na dalším úseku z Kenitry do Casablanky (150 km) se zatím jezdí rychlostí 220 km/h.

## Amerika

### USA
Na Severovýchodním koridoru mohou některé elektrické lokomotivy v osobní přepravě jezdit rychlostí až 201 km/h. Ještě rychlejší jsou elektrické vysokorychlostní jednotky Acela, které mohou díky své naklápěcí skříni dosahovat rychlosti až 240 km/h. Jejich průměrná rychlost je však jen 109 km/h.
Roku 2015 byla v Kalifornii zahájena stavba vysokorychlostní železnice Los Angeles – San Francisco (projekt Fly Californian).

## Státy, v nichž se výstavba vysokorychlostní tratí připravuje nebo probíhá
- Portugalsko
- Austrálie
- Kanada (zatím pouze plány, výrobcem bude pravděpodobně Bombardier)
- USA (projekt Fly Californian)
- Argentina
- Brazílie
- Mexiko
- Indie
- Írán
- Saúdská Arábie
- Pákistán
- Vietnam
- Kazachstán
- Česká republika (pouze plány)

Síť vysokorychlostních železnic se rychle rozvíjí. Historie a očekávání světové kilometráže:
| Rok  | Délka tratí          |
| ---- | -------------------- |
| 2000 | 5 000 km             |
| 2009 | 12 000 km            |
| 2010 | 15 000 km            |
| 2013 | 21 000 km            |
| 2016 | 30 000 km (prognóza) |
| 2025 | 51 800 km (prognóza) |

## Vysokorychlostní tratě v Česku
V Česku v současné době (2022) žádné vysokorychlostní železniční tratě nejsou. České dráhy provozují vysokorychlostní vlaky řady 680 Pendolino s konstrukční rychlostí až 230 km/h, několik desítek osobních vozů s maximální rychlostí 200 km/h (řady 10-91, 21-91, 72-91 a 88-91) a mají v provozu dvacetikusovou sérii lokomotiv řady 380 s maximální rychlostí 200 km/h. Od prosince 2014 provozuji 7 netrakčních jednotek Viaggio Comfort (Railjet) s maximální rychlostí 230 km/h. Vlaky takových rychlostí jsou kromě kvalitního provozu po konvenčních tratích užitečné i pro kombinovaný provoz po vysokorychlostních a konvenčních tratích. V provozu po Česku ale tato technika nesmí překročit traťovou rychlost, tedy maximálně 160 km/h, vyšší rychlostí může jet zatím jen po některých tratích v zahraničí.
Podle přílohy Evropské dohody o hlavních mezinárodních železničních tratích (AGC) jsou přes území Česka vedeny tyto tratě nejvyššího významu:
- E 55 (Bad Schandau –) Děčín – Praha
- E 551 Praha – Horní Dvořiště (– Summerau)
- E 61 (Bad Schandau –) Děčín – Praha – Kolín – Č. Třebová – Brno – Břeclav (– Bratislava)
- E 65 (Zebrzydowice –) Petrovice u Karviné – Ostrava – Břeclav (– Bernhardsthal)
- E 40 (Schirnding–)Cheb–Plzeň–Praha–Kolín–Ostrava(–Žilina)

Ale vymezení v ní uvedené nelze považovat přímo za vymezení vysokorychlostních tratí, resp. budoucích vysokorychlostních tratí.
Alternativní koncepce předpokládá některé části nahradit pouze modernizací stávajících úseků na návrhovou rychlost 200 až 230 km/h. Pro srovnání možných jízdních dob mezi centry měst alternativní koncepce se současnými:
| Trať               | Osobní automobil (2020) | Vlak (2020) | Vlak s využitím VRT |
| ------------------ | ----------------------- | ----------- | ------------------- |
| Drážďany–Praha     | 1:30                    | 2:15        | 1:00                |
| Norimberk–Praha    | 3:00                    | 4:30        | 1:30–2:00           |
| Mnichov–Praha      | 3:40                    | 5:30        | 2:30–3:00           |
| Ústí n. L. – Praha | 1:00                    | 1:15        | 0:30                |
| Praha–Brno         | 2:00                    | 2:35        | 1:00                |
| Brno–Vídeň         | 1:40                    | 1:25        | 0:45                |
| Brno–Bratislava    | 1:20                    | 1:25        | 1:15                |
| Brno–Ostrava       | 1:40                    | 2:25        | 0:35                |

### Historie

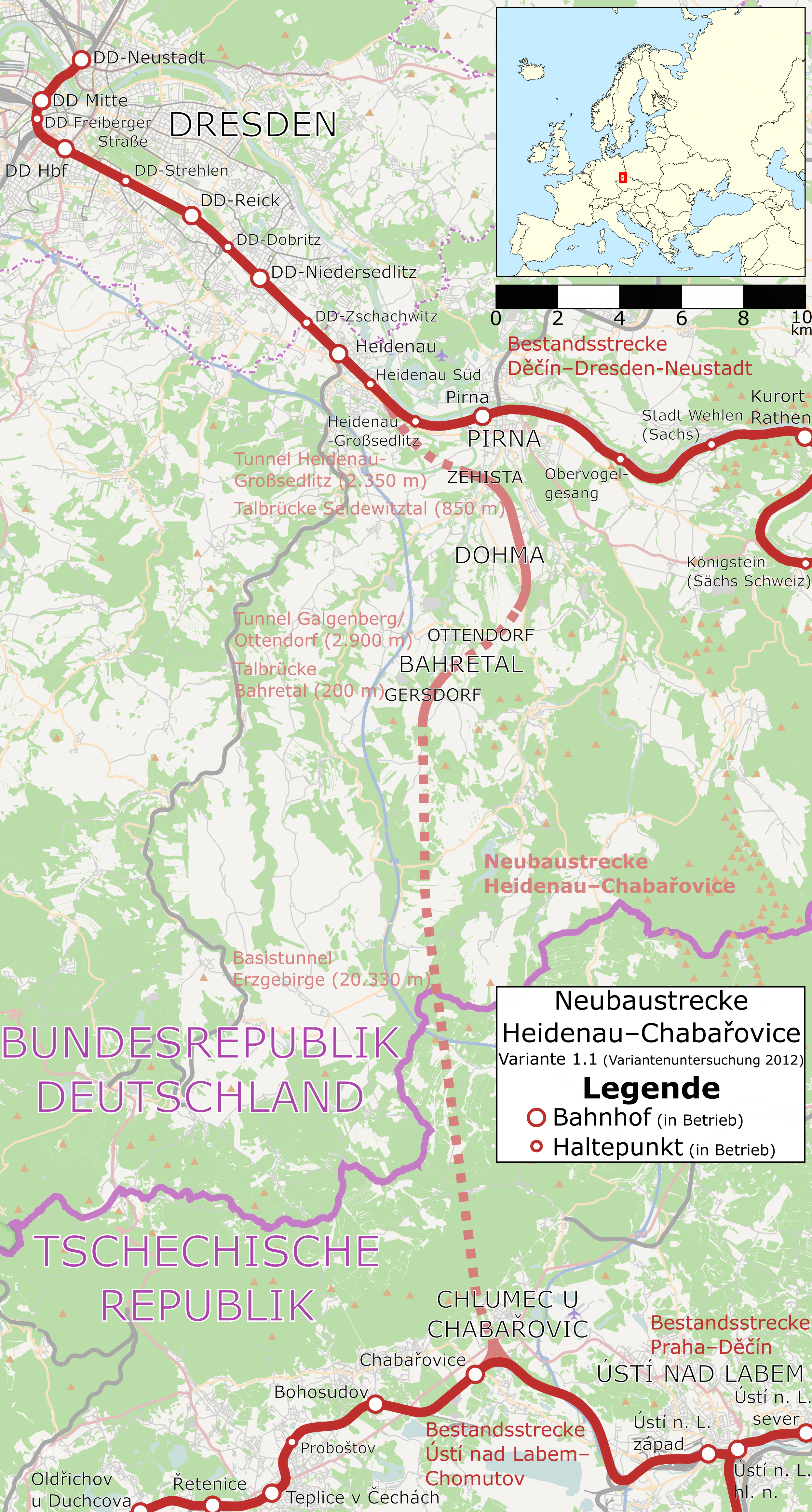
Studie vysokorychlostní trati z roku 2012

O vysokorychlostních tratích se uvažovalo již v 80. letech. Koncepce VRT z roku 2003 předpokládala vybudování přes 660 km novostaveb tratí v návrhové rychlosti 300 až 350 km/h. Uvažované tratě měly vést tratěmi: Praha – Ústí n. L. – státní hranice (SRN), Praha – Plzeň – státní hranice (SRN), Praha – Brno – státní hranice (A) a Brno – Ostrava – státní hranice (PL). Po aktualizaci se v roce 2011 předpokládalo 800 km tratí v ceně asi 450 miliard Kč. Podle železničního buletinu 2014 by stavba VRT Praha–Brno z kapacitních důvodů vyžádá realizaci projektu Nové spojení 2 v Praze.
Do kategorie vysokorychlostní tratí (VRT) spadá plánovaný dvacetikilometrový Berounský tunel na nové trati Praha–Beroun, který by měl být součástí třetího železničního koridoru a v budoucnu měla pokračovat jako VRT západ Praha–Plzeň–Norimberk, která je ve stádiu územní ochrany. Projekt tunelu byl pro přílišnou finanční náročnost pozastaven, v červnu 2019 se nicméně Správa železnic k záměru vrátila s tím, že harmonogram počítá s počátkem výstavby tunelu v roce 2028 a dobou výstavby asi 10 let.
V roce 2013 se uvažovalo o plánované výstavbě tratě s provozní rychlostí až 300 km/h v úseku Praha–Brno v letech 2020 až 2030. V únoru 2016 se premiéři Česka a Saska shodli na záměru vybudovat vysokorychlostní železnici mezi Prahou a Drážďany.
Na konci roku 2017 začala studie na vysokorychlostní trať Praha–Brno s cílem zjistit výhodnější variantu (přes Havlíčkův Brod nebo Jihlavu a Benešov). První stavbou, která by měla v rámci výstavby systému tzv. Rychlých spojení realizována je modernizace konvenční trati Brno–Přerov na 200 km/h. Stavět se původně měla mezi roky 2020–2025. Po té lze realizovat vysokorychlostní trať Brno–Břeclav. Měla by být hotová do roku 2030. Nakonec tratě Praha–Brno a Praha–Litoměřice–Drážďany do roku 2035.

### Současné plány
Zahájení stavby první vysokorychlostní trati je plánováno na rok 2022, trať mezi Brnem a Přerovem má umožnit rychlost až 200 km/h. Plánovaný úsek umožňující rychlost 300 až 320 km/h mezi Prahou a Poříčany by se měl stavět mezi roky 2026–2028. O trati s podobnou rychlostí se také uvažuje mezi Přerovem a Ostravou.
O budované vysokorychlostní trati se také uvažuje ve směru Praha–Drážďany, anebo Praha–Brno. Výstavba je možná nejdříve v roce 2028 s teoretickým zprovozněním roku 2035.